# Kunivka, Kobeleakî
Kunivka (în ucraineană Кунівка) este localitatea de reședință a comunei Kunivka din raionul Kobeleakî, regiunea Poltava, Ucraina.

## Demografie
Componența lingvistică a localității Kunivka
     Ucraineană (96,15%)
     Rusă (3,62%)
Conform recensământului din 2001, majoritatea populației localității Kunivka era vorbitoare de ucraineană (96,15%), existând în minoritate și vorbitori de rusă (3,62%).